# لويس غارسيا سان ميغيل
لويس غارسيا سان ميغيل (بالإسبانية: Luis García-San Miguel)‏ هو محامي إسباني، ولد في نوفمبر 1929 في أوفييدو في إسبانيا، وتوفي في 2006.